# Einar Johansson
Einar Johansson (i riksdagen kallad Johansson i Kalmar), född 14 april 1889 i Kalmar, död 6 april 1972 i Kalmar, var en svensk riksdagspolitiker (s).
Johansson, till yrket snickare, var som politiker ledamot av riksdagens andra kammare från 1941 i Kalmar läns valkrets. Han var även landstingsledamot från 1935.